# آلة تصوير سماوية

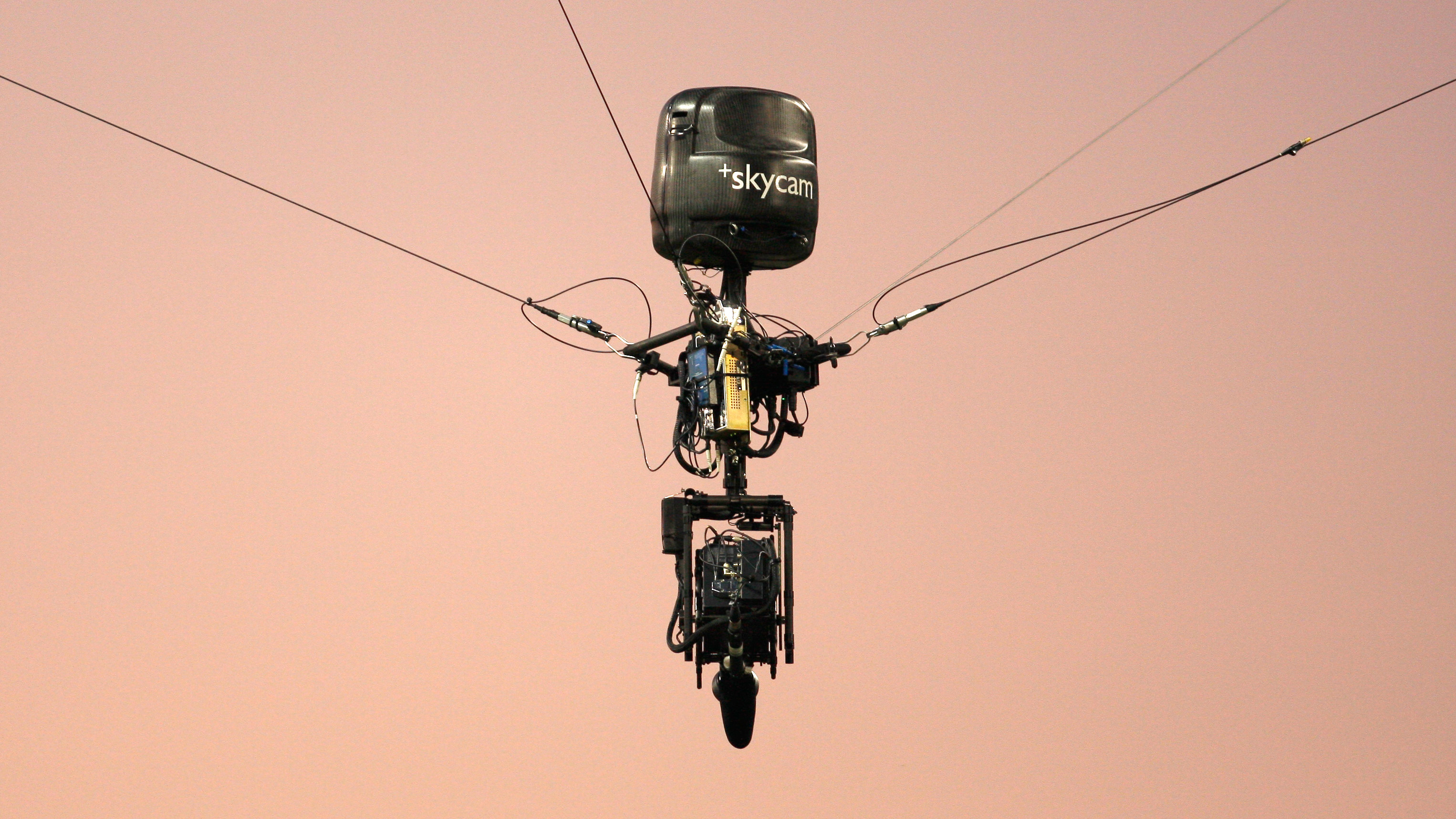
كاميرا سكاي كام قيد التشغيل

سكاي كام (بالإنجليزية: Skycam)؛ هو نظام كاميرا يتحكم به حاسوبٌ ومثبت ومعلق بالكبل. يجري التحكم في النظام بثلاثة أبعاد في المساحة المفتوحة فوق منطقة اللعب في الملعب أو الساحة بنظام دفع الكابل الذي يتحكم به حاسوبٌ. وهي مسؤولة عن جلب زوايا الكاميرا التي تشبه ألعاب الفيديو إلى التغطية الرياضية التلفزيونية. تزن عبوة الكاميرا أقل من 14 كجم (31 رطلاً) ويمكن أن تتحرك بسرعة 13 م / ث (29 ميلاً في الساعة).

## الاستخدام
غالبًا ما يُستخدم عمومًا لنظام الكاميرا المعلقة بالكبل، والأنظمة المتنافسة مثل كيبل كام وسبايدر كام وروبي كام 3D. كانت أنظمة مثل هذه قيد الاستخدام المحدود منذ منتصف الثمانينيات عندما كانت التقنية حاصلة على براءة اختراع لأول مرة، ولكن حتى منتصف التسعينيات كان التقدم بطيئًا بسبب القيود المفروضة على تكنولوجيا الكمبيوتر وأجهزة المحركات بالإضافة إلى التكلفة (تقدير عام 2001 ربط التكلفة بـ استخدم كاميرا سكاي كام بسعر 30.000 دولار لكل حدث). بدأت جميع هذه الأنظمة في رؤية استخدام أكثر انتشارًا في القرن الحادي والعشرين.

### كرة القدم الأمريكية
استُخدم سكاي كام أول مرة علنًا في خريف 1984، في مباراة مسبقة في الدوري الوطني لكرة القدم في سان دييجو بين سان دييغو تشارجرز وسان فرانسيسكو 49 ، بثتها قناة سي بي إس. بثتها قناة إن بي سي أول مرة في أول كاميرا تتحكم بها أسلاك وتُستخدم في التغطية الرياضية في مباراة اورينج بول عام 1985.

### الرياضات الأخرى
قبل دورة الألعاب الأولمبية الصيفية لعام 1984 في لوس أنجلوس، اقترح استخدام سكاي كام في احتفالات الافتتاح وأحداث المضمار والميدان. أُجري اختبار تجريبي في الكولوسيوم. كانت الصور رائعة. ومع ذلك، خلال اختباره الأخير، سار بسرعة منخفضة جدًا على الأرض وطول الحقل بالكامل. تعطل أحد أسلاك الدعم الأربعة على قمة مرمى كرة القدم الفولاذية وأثني أحد الذراعين. لم يكن سكاي كام سالماً، ولكن لم يُستخدم في الألعاب الأولمبية في ذلك العام.